# Zorgho (département)
Cet article concerne le département et la commune urbaine. Pour la ville chef-lieu, voir Zorgho (Zorgho).
Zorgho est un département et une commune urbaine de la province du Ganzourgou, situé dans la région du Plateau-Central au Burkina Faso.

## Géographie

### Démographie
- En 2003, le département comptait 49 648 habitants estimés[2].
- En 2006, le département comptait 48 096 habitants recensés[3].
- En 2019, le département comptait 76 423 habitants recensés[1].

## Administration

### Chef-lieu et préfecture
La ville de Zorgho est le chef-lieu du département, administrativement dirigé par un préfet nommé par le gouvernement pour représenter localement l’État burkinabé. Sous l’autorité du haut-commissaire de la province et du gouverneur de la région, il organise les services déconcentrés de l’État, il prend en charge la gestion des espaces ruraux non urbanisés qui ne sont pas encore de compétence communale, ainsi que la concertation avec les autres collectivités voisine de la province ou la région, notamment pour les infrastructures et la protection de l'environnement et de la sécurité publique. La ville est également le chef-lieu de la province.
| Période | Période  | Identité | Fonction précédente | Observation |
| ------- | -------- | -------- | ------------------- | ----------- |
|         | En cours |          |                     |             |

### Mairie
| Période                                  | Période | Identité | Étiquette | Qualité |
| ---------------------------------------- | ------- | -------- | --------- | ------- |
|                                          |         |          |           |         |
| Les données manquantes sont à compléter. |         |          |           |         |

### Ville et villages
Le département et la commune urbaine de Zorgho est composé administrativement d’une ville chef-lieu homonyme (données de population consolidées en 2012 issues du recensement général de 2006) :
- Zorgho, divisée en 6 secteurs urbains (totalisant 20 462 habitants) :

- Secteur 1 (3 452 habitants)
- Secteur 2 (4 681 habitants)
- Secteur 3 (1 885 habitants)
- Secteur 4 (3 871 habitants)
- Secteur 5 (1 214 habitants)
- Secteur 6 (5 359 habitants)

et de 32 villages ruraux (totalisant 27 634 habitants) :
- Bangbily (852 habitants)
- Bissiga (1 058 habitants)
- Bokin-Koudgo (279 habitants)
- Bougré (650 habitants)
- Dabèga (606 habitants)
- Daguintoèga (359 habitants)
- Digré (1 113 habitants)
- Douré (741 habitants)
- Gonkin (171 habitants)
- Imiga (991 habitants)
- Kidiba (975 habitants)
- Kologuessom (647 habitants)
- Koubéogo (593 habitants)
- Kourgou (281 habitants)
- Nabitenga (1 002 habitants)
- Sapaga (2 603 habitants)
- Sapaga-Peulh (529 habitants)
- Songdin (956 habitants)
- Souka (990 habitants)
- Taga (531 habitants)
- Tamasgo (365 habitants)
- Tamidou (1 024 habitants)
- Tampelcé (295 habitants)
- Tintogo (1 634 habitants en tout, 1 102 habitants sans Tintog-Nabitenga)
  - Tintog-Nabitenga (532 habitants), rattaché à Tintogo
- Torodo (2 024 habitants)
- Tuiré (1 944 habitants)
- Tuiré-Peulh (49 habitants)
- Yougoulmandé (661 habitants)
- Zaïnga (968 habitants)
- Zempassogo (1 185 habitants)
- Zinado (713 habitants)
- Zinguédèga (845 habitants)